# Louis Jean Marie, Duce de Penthièvre
Louis Jean Marie de Bourbon (16 noiembrie 1725 – 4 martie 1793) a fost fiul lui Louis-Alexandre de Bourbon și a soției lui, Marie Victoire de Noailles. A fost nepot al regelui Ludovic al XIV-lea al Franței și al metresei acestuia, Madame de Montespan. De la naștere a fost Duce de Penthièvre. De asemenea a deținut și titlurile: Prinț de Lamballe, Prinț de Carignan, Duce de Rambouillet, Duce de Aumale (1775), Duce de Gisors, Duce de Châteauvillain, Duce de Arc-en-Barrois, Duce de Amboise, Conte de Eu, Conte de Guingamp. A fost socrul lui Philippe Égalité.
1. ↑  IdRef, accesat în 23 mai 2020